# Franciszka Siedliska
Maria Franciszka Siedliska, CSFN, řeholním jménem Marie od Ježíše Dobrého Pastýře (12. listopadu 1842, Roszkowa Wola – 21. listopadu 1902, Řím) byla polská římskokatolická řeholnice, zakladatelka a členka kongregace Sester Svaté rodiny z Nazareta. Katolická církev ji uctívá jako blahoslavenou.

## Život

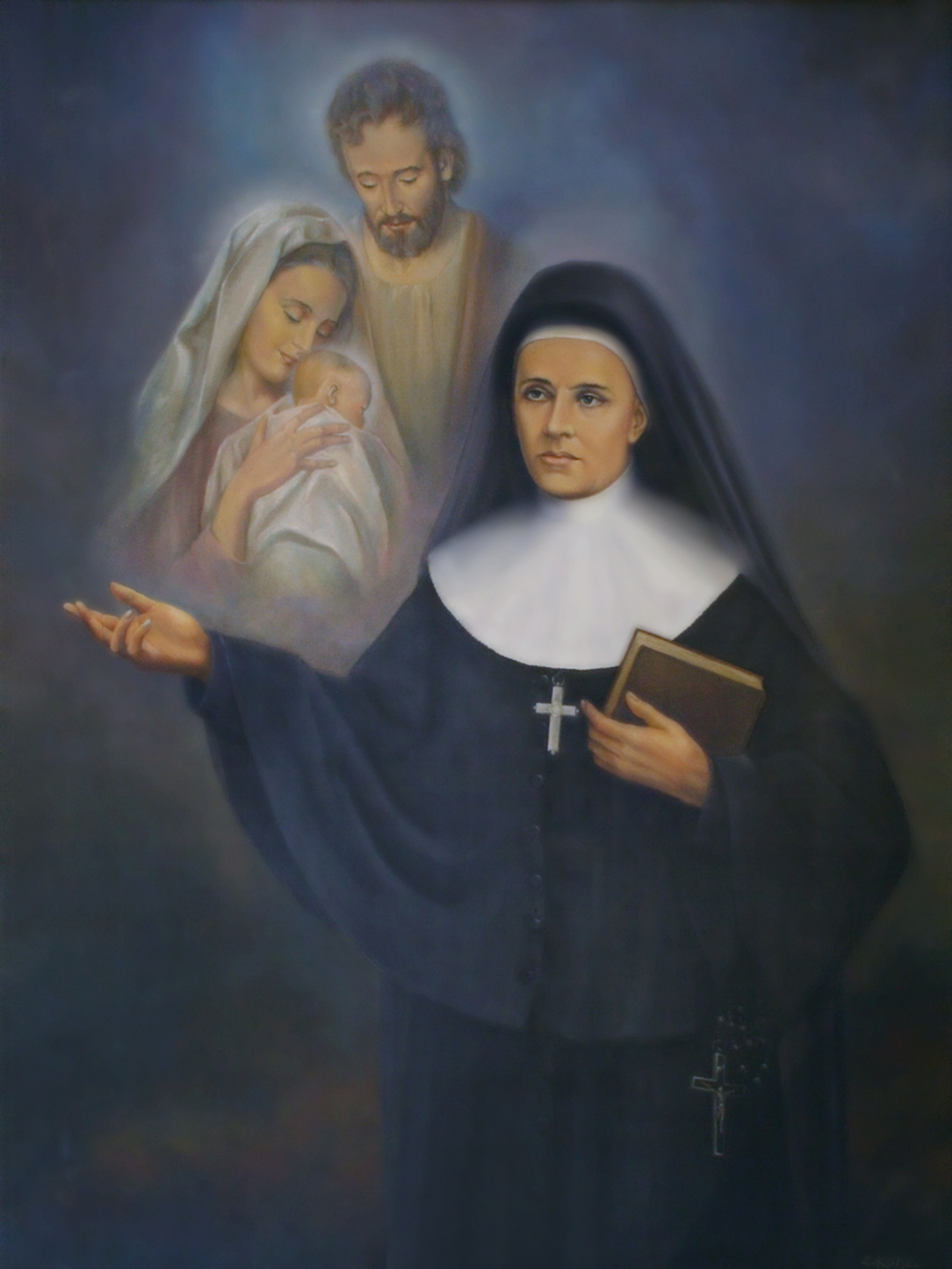
Obraz od Zbigniewa Kotyłły

Narodila se dne 12. listopadu 1842 ve vesnici Roszkowa Wola v gmině Rzeczyca jako nejstarší dítě členů statkářské šlechtické rodiny Adolfa Adama Siedliského a Cecylie Marianny Morawské, která byla židovského původu.
Soukromé vzdělání získala od guvernantek v domácnosti, která byla lhostejná k víře. Setkala se s kapucínským knězem Leanderem Lendzianem, který ji připravil na první svaté přijímání, které přijala 1. května 1855. V té době se nadchla pro víru a rozhodla se obětovat Bohu. Kolem roku 1860 se rozhodla pro řeholní život, ale rodiče jí v tom bránili. Její otec řekl, že by ji raději viděl mrtvou, než aby se stala jeptiškou. V roce 1860 se s rodiči přestěhovala do Švýcarska, poté do Pruska a nakonec do Francie. Její chatrné zdraví vedlo rodiče k tomu, aby pro ni vyhledali léčbu v Muranu a Cannes, než se rodina v roce 1865 vrátila zpět do Polska.
Smrt jejího otce v roce 1870 jí dala svobodu uskutečnit svůj sen a v roce 1870 se v Lublinu stala členkou III. řádu svatého Františka. Dne 12. dubna 1873 byla pod vedením otce Lendziana povzbuzena k založení nové ženské řeholní kongregace, v čemž rozpoznala Boží vůli. Dne 1. října 1873 zúčastnila soukromé audience u papeže bl. Pia IX., kde dostala apoštolské požehnání k založení kongregace Sester Svaté rodiny z Nazareta, kterou založila v Římě roku 1875.
Dne 1. května 1884 složila své řeholní sliby a přijala řeholní jméno Marie od Ježíše Dobrého Pastýře. Jí založená kongregace se rychle šířila po celé Evropě. 4. července 1885 dorazila do newyorského přístavu a 6. července dorazila do Chicaga, aby tam otevřela školy pod správou její kongregace. Iniciovala zřízení nové řeholní komunity Sester Svaté rodiny z Nazareta v Des Plaines a o deset let později, v srpnu 1895, otevřela řeholní dům v Pittsburghu. V Římě vedla duchovní cvičení, pořádala konference a psala povzbudivé dopisy více než 29 nadacím. V roce 1892 cestovala do Paříže a roku 1895 navštívila Londýn. Po několika dlouhých cestách, při kterých rozšiřovala svoji kongregaci, se 16. října 1902 vrátila do Říma, kde již kvůli zhoršujícímu se zdraví již zůstala.
Zemřela v Římě 21. listopadu 1902 na akutní peritonitidu, kterou trpěla šest dní. Její ostatky byly pohřbeny následujícího 24. listopadu na Campo Verano  a 9. července 1953 byly přeneseny do mateřského domu jí založené kongregace v Římě. Dne 29. září 1966 byly znovu přemístěny do nového mateřského domu v témže městě.

## Úcta
Její beatifikační proces započal dne 5. února 1941, čímž obdržela titul služebnice Boží. Dne 29. dubna 1980 ji papež sv. Jan Pavel II. podepsáním dekretu o jejích hrdinských ctnostech prohlásil za ctihodnou. Dne 1. září 1988 byl uznán zázrak na její přímluvu, potřebný pro její blahořečení.
Blahořečena pak byla dne 23. dubna 1989 na Svatopetrském náměstí papežem sv. Janem Pavlem II.
Její památka je připomínána 21. listopadu. Bývá zobrazována v řeholním oděvu. Je patronkou jí založené kongregace.